# سیارک ۲۱۵۸۸۶
سیارک ۲۱۵۸۸۶ (به انگلیسی: 215886 Barryarnold، نامگذاری:2005FP)۲۱۵۸۸۶مین سیارک کشف شده‌است که در ۱۶ مارس ۲۰۰۵ کشف شد.